# تپه گلباغی
تپه گلباغی مربوط به دوره نوسنگی - دوره اشکانیان است و در شهرستان دلفان، بخش مرکزی، روستای گلباغی واقع شده و این اثر در تاریخ ۱۰ مهر ۱۳۸۰ با شمارهٔ ثبت ۴۱۵۹ به‌عنوان یکی از آثار ملی ایران به ثبت رسیده است.